# Kościół Yelet Giorgis w Buldze
Kościół Yelet Giorgis w Buldze – kościół znajdujący się w Yelet, w Buldze (Etiopia), do którego uczęszcza ponad 2 500 wiernych Etiopskiego Kościoła Ortodoksyjnego. Patronem parafii jest Święty Jerzy. Jako budynek funkcjonuje już od XVII wieku. Pierwsza jego część, tradycyjne pomieszczenie kryte strzechą, spłonęło w 1950 roku. Nowoczesny, żelazny kościół został na tym miejscu zbudowany przez deżazmacza Kidana Woldemedhina oraz oddany do użytku w 1956. Budynek wzniesiono dokładnie w tym samym miejscu i na takim samym planie. Służył on wiernym przez następne 51 lat, kiedy to został zastąpiony nowocześniejszą, ośmiościenną kamienną budowlą, budowaną przez okres od 2004 do 2007 roku. Nowy kościół poświęcono 3 listopada 2007 roku, co według kalendarza etiopskiego odpowiada dwudziestemu trzeciemu tikmtowi 2000 roku.